# João Batista Da Silva
João Batista Da Silva (Brasil, 28 de febrero de 1973) es un exfutbolista brasileño nacionalizado mexicano, su posición fue Defensa, actualmente se encuentra retirado.

## Trayectoria
Defensa central brasileño de buena fuerza y cualidades de marca y velocidad. Llega a México en el invierno 1999 para jugar con el León y pasa a Pumas para el verano 2001. En Pumas logra jugar bastante pero no subir su nivel lo suficiente por lo que es transferido a la Primera División A en el verano 2000. Para el Clausura 2003 regresa al máximo circuito con el Cuernavaca, equipo que descendió en ese mismo torneo. Este jugador es el detonante del escándalo de las cartas de naturalización falsas, es el primer señalado en la recta final del Clausura 2003, descubriéndose después varios casos más. Por esta carta apócrifa le es negada su afiliación a la Federación Mexicana de Fútbol.

## Clubes
| Club                 | País   | Año       |
| -------------------- | ------ | --------- |
| Ferroviario          | Brasil | 1994-1999 |
| León                 | México | 1999-2000 |
| Pumas                | México | 2001      |
| Colibríes de Morelos | México | 2003      |

- Datos: Q5487761